# Irina Możewitina
Irina Witaljewna Możewitina (ros. Ирина Витальевна Можевитина; ur. 22 lipca 1985 w Ridderze) – kazachska biathlonistka, uczestniczka mistrzostw świata w biathlonie.
Starty w Pucharze Świata rozpoczęła zawodami w Osrblie w roku 2003, zajmując 75. miejsce w biegu indywidualnym na 15 km. Najlepszy wynik w Pucharze Świata osiągnęła w 2010 w Pokljuce, zajmując 31. miejsce w biegu indywidualnym na 15 km.

## Osiągnięcia

### Mistrzostwa świata
| Rok  | Miejscowość     | Konkurencje | Konkurencje | Konkurencje | Konkurencje | Konkurencje | Konkurencje | Konkurencje |
| Rok  | Miejscowość     | IN          | SP          | PU          | MS          | RL          | MR          | SR          |
| ---- | --------------- | ----------- | ----------- | ----------- | ----------- | ----------- | ----------- | ----------- |
| 2003 | Chanty-Mansyjsk | –           | 77.         | –           | –           | –           | –           | –           |
| 2004 | Oberhof         | DNS         | 57.         | LAP         | –           | 17.         | –           | –           |
| 2005 | Hochfilzen      | 51.         | 85.         | –           | –           | 19.         | –           | –           |
| 2007 | Anterselva      | 19.         | –           | –           | –           | –           | 19.         | –           |
| 2008 | Östersund       | 59.         | 61.         | –           | –           | 13.         | –           | –           |
| 2009 | Pjongczang      | 76.         | 74.         | –           | –           | 18.         | –           | –           |
| 2011 | Chanty-Mansyjsk | 70.         | 52.         | LAP         | –           | 22.         | –           | –           |

### Puchar Świata

#### Miejsca w klasyfikacji generalnej
| Sezon     | Miejsce |
| --------- | ------- |
| 2006/2007 | 70.     |
| 2010/2011 | 85.     |

### Mistrzostwa świata juniorów
| Rok  | Miejscowość     | Konkurencje | Konkurencje | Konkurencje | Konkurencje | Konkurencje | Konkurencje | Konkurencje |
| Rok  | Miejscowość     | IN          | SP          | PU          | MS          | RL          | MR          | SR          |
| ---- | --------------- | ----------- | ----------- | ----------- | ----------- | ----------- | ----------- | ----------- |
| 2001 | Chanty-Mansyjsk | 36.         | 40.         | 36.         | –           | 11.         | –           | –           |
| 2002 | Ridnaun         | 19.         | 33.         | 38.         | –           | 6.          | –           | –           |
| 2004 | Haute Maurienne | 3.          | 3.          | 1.          | –           | –           | –           | –           |
| 2005 | Kontiolahti     | 9.          | 10.         | 8.          | –           | 11.         | –           | –           |
| 2006 | Presque Isle    | 5.          | 15.         | 9.          | –           | 9.          | –           | –           |